# Črnomerec
Črnomerec – dzielnica Zagrzebia, stolicy Chorwacji. Zlokalizowana jest w północno-zachodniej części miasta, ma 38 762 mieszkańców (rok 2001).
Dzielnica Črnomerec graniczy z następującymi dzielnicami: od północnego wschodu – Podsljeme, od wschodu – Donji Grad i Gornji Grad – Medveščak, od południa – Trešnjevka – sjever, od południowego zachodu – Stenjevec, od północnego zachodu – Podsused – Vrapče.